# Dicranoloma chilense
Dicranoloma chilense är en bladmossart som beskrevs av Ryszard Ochyra och Celina Maria Matteri 1996. Dicranoloma chilense ingår i släktet Dicranoloma och familjen Dicranaceae. Inga underarter finns listade i Catalogue of Life.